# Leporinus melanostictus
Leporinus melanostictus és una espècie de peix de la família dels anostòmids i de l'ordre dels caraciformes.

## Morfologia
- Els mascles poden assolir 28 cm de llargària total i 320 g de pes.[4][5]

## Hàbitat
Viu en zones de clima tropical.

## Distribució geogràfica
Es troba a Sud-amèrica: conques dels rius Approuague i Oyapock.